# 99 Luftballons
99 Luftbalons prosvjedna je pjesma iz 1983. protiv hladnog rata, njemačke pjevačice Nene. 
Objavljena je na istoimenome albumu, te se originalna verzija na njemačkom jeziku nalazila na prvom mjestu top liste tadašnje Zapadne Njemačke, te na drugom američke Billboard Hot 100, dok je verzija na engleskom (nazvana "99 Red Ballons") bila na prvom mjestu top lista u UK-u.

## Povijest pjesme
Ideju za pjesmu dobio je Nenin gitarist Carlo Karges, kada su na berlinskom koncertu Rolling Stonesa u zrak pušteni mnogobrojni baloni (njem. "Luftbalons"), te se zapitao što bi se dogodilo s njima da su odletjeli preko Berlinskog zida u sovjetski sektor. U obje verzije pjesme spominje se da bi to izazvalo žestoku reakciju vojnih snaga.
Zbog velikog uspjeha pjesme, Kevin McAlea je napisao verziju na engleskom jeziku, koju je Nena objavila 1984., unatoč nezadovoljstvu prijevodom, za koji je u brojnim intervjuima izjavila da ne izriče pravi smisao pjesme kao originalna verzija. Engleska verzija je osim različitih stihova, imala i satiričniji ton od originala.
Zanimljivo je da se pjesma nalazila na vrhu top lista u siječnju 1984., upravo u vrijeme kada je SAD razmještao projektile Pershing u Zapadnoj Njemačkoj, kao odgovor na SSSR-ovo razmještanje nuklearnih projektila SS-20. Pjesma je 1984. u SAD-u dobila zlatnu nakladu zbog prodanih više od 500.000 primjeraka, te je postala prva pjesma na njemačkom jeziku još od 1961. koja se nalazila na jednom od prvih deset mjesta na američkim top listama.
Budući da Nena nikad kasnije nije imala većih hitova, pjesma je često uvrštavana na top liste "čuda jednog hita" (eng. "One Hit Wonder"). 
Za pjesmu su snimljena i dva videospota, prvi s nastupa uživo u Berlinu, dok je drugi sniman u nizozemskoj vojnoj bazi. 
Pjesmu su kasnije obradili mnogi glazbeni sastavi, snimljeno je par remikseva, te se nalazila na soundtrackovima za nekoliko filmova. 